# Paratropus wibbechienae
Paratropus wibbechienae är en skalbaggsart som beskrevs av Kanaar 1997. Paratropus wibbechienae ingår i släktet Paratropus och familjen stumpbaggar. Inga underarter finns listade i Catalogue of Life.